# Osservatorio di ricerca astronomica
| 199950 Sierpc           | 16 aprile 2007    |
| 266646 Zaphod           | 28 settembre 2008 |
| 269323 Madisonvillehigh | 28 settembre 2008 |
| 279377 Lechmankiewicz   | 7 febbraio 2010   |
| 293926 Harrystine       | 2 ottobre 2007    |
| 315166 Pawelmaksym      | 6 aprile 2007     |
| 327989 Howieglatter     | 10 aprile 2007    |
| 352214 Szczecin         | 2 ottobre 2007    |
| 456627 Cristianmartins  | 21 maggio 2007    |

L'osservatorio di ricerca astronomica (in inglese: Astronomical Research Observatory) è un osservatorio astronomico privato statunitense gestito dall'Astronomical Research Institute, un'organizzazione non a scopo di lucro secondo il titolo 501(c)(3) dello United States Code fondata da Robert Holmes.
Storicamente l'osservatorio ha avuto due sedi. La prima situata a Charleston, in Illinois, alle coordinate 39°29′17.26″N 88°08′39.12″W, identificata dal codice MPC è H55 Astronomical Research Observatory, Charleston. La seconda situata a Westfield, sempre in Illinois, alle coordinate 39°28′59.02″N 87°58′05.77″W, identificata dal codice MPC è H21 Astronomical Research Observatory, Westfield.
Il trasferimento della sede fu deciso nel 2009 per il crescente inquinamento luminoso che affliggeva il primo sito.
Il Minor Planet Center lo accredita per la scoperta di novanta asteroidi effettuate tra il 2004 e il 2012. Inoltre, presso di esso, il fondatore ha scoperto numerosi asteroidi accreditati a titolo personale.